# Bets Ranucci-Beckman
Bets Ranucci-Beckman (Bergen op Zoom, 18 februari 1877 - Portals Nous, 28 juni 1965) was een Nederlandse toneelleider, acteur, regisseur, schrijver en vertaler.
Ranucci-Beckman begon haar loopbaan als actrice terwijl ze nog op de toneelschool zat. Vanaf 1898 tot 1921 was ze verbonden aan diverse toneelgezelschappen. In die periode schreef ze ook haar eerste toneelstukken. In de jaren daarna ontwikkelde ze zich tot een toonaangevende regisseuse van vooral stukken uit het lichtere genre, die ze vaak ook zelf vertaalde. In haar opvatting moest de regie gericht zijn op het naar voren brengen van de ongeschreven intenties van de auteur: in blikken, intonaties en kleine pauzes, maar zonder dat het nadrukkelijk werd.

## Levensloop
Bets Beckman, geboren in een ambtenarengezin, haalde haar onderwijsakte in 1897 en ging daarna naar de toneelschool in Amsterdam, waar ze in de tweede klas mocht beginnen. Aan het eind van het schooljaar behaalde ze de eerste prijs voor voordracht en verliet de school om te gaan acteren. Ze speelde bij diverse gezelschappen en trouwde in 1905 met Camillus Ranucci. Vanaf dat moment noemde ze zich Bets Ranucci-Beckman, ook nadat ze gescheiden was. Ze reisde enkele jaren veel en verbleef langere tijd in Italië.
In 1908 keerde ze terug naar Nederland om zich aan te sluiten bij het nieuw opgerichte gezelschap Het Tooneel van Willem Royaards, dat ging spelen in de toneelzaal van het Paleis voor Volksvlijt in Amsterdam. Ze bleef vijf jaar aan het gezelschap verbonden. Als actrice trok ze daar weinig aandacht, al kreeg ze wel de gelegenheid de hoofdrol te spelen in het door haar zelf geschreven stuk "Sirocco". Na haar vertrek bij Royaards in 1913 was ze verbonden aan losse gezelschappen, zoals de Hagespelers van Eduard Verkade.
In 1921 richtte Bets Ranucci-Beckman, samen met Dirk Verbeek en de acteursechtparen Lobo-Braakensiek en Van Kerckhoven-Kling, het toneelgezelschap Comoedia op, dat ging spelen in het Centraal Theater in Amsterdam. In 1924 fuseerde Comoedia met de Haghespelers tot het gezelschap Vereenigd Tooneel, onder directie van Verkade en Verbeek. Na de opheffing van het Vereenigd Tooneel in 1930 was Ranucci-Beckman verbonden aan de Koninklijke Vereeniging Het Nederlandsch Tooneel, de vaste bespeler van de Amsterdamse Stadsschouwburg.
Ze regisseerde bij al deze gezelschappen veel door haarzelf vertaalde blijspelen, detectives en Franse komedies, onder andere van Pirandello en Goldoni. Ze acteerde steeds minder en beperkte zich gaandeweg tot rolletjes in stukken die zij regisseerde. In 1934 speelde ze een rol in de film Dood Water.
Na enkele jaren werd zij aangenomen bij het Vereenigd Rotterdamsch-Hofstad Tooneel van Cor van der Lugt Melsert. Toen het gezelschap in 1938 uiteenviel kreeg Ranucci-Beckman, samen met Dirk Verbeek de leiding van het nieuw opgerichte Residentie Tooneel, dat de vaste bespeler werd van de Koninklijke Schouwburg in Den Haag. Zij richtte zich ook daar op het lichtere genre. Daarnaast schreef en vertaalde zij toneelstukken. Samen met Johan de Meester jr. schreef zij in 1938, ter gelegenheid van het veertigjarig regeringsjubileum van koningin Wilhelmina, het gelegenheidsstuk "1813". Zij bleef aan het gezelschap verbonden tot ze zich in 1947, na een conflict met de Haagse Kunststichting over de te volgen koers, terugtrok. Bets Ranucci-Beckman overleed op 28 juni 1965 in Portals Nous, een plaats in de gemeente Calvià op Mallorca.

## Privé
Bets Beckman is op 19 augustus 1905 in Amsterdam getrouwd met Camillus Ranucci, toneelschrijver en leraar Italiaans. Na een aantal jaren scheidde ze van hem; de datum van de scheiding is niet bekend. In 1921 ging zij samenwonen met Dirk Verbeek. Zij trouwden op 7 maart 1941 in Den Haag. Tijdens de oorlogsjaren woonde de illustratrice en ontwerpster Rie Cramer bij hen in. In 1947 gingen zij op hun beurt inwonen bij Rie Cramer in Laren. Na het overlijden van Verbeek in 1954 verhuisden Cramer en Ranucci-Beckman naar Portals Nous.